# El viaje de Carol
El viaje de Carol es una película de cine española dirigida por Imanol Uribe en 2002.
Basado en la novela A boca de noche de Ángel García Roldán. Llegó a Aiete-Ariane Films y llamó la atención de Uribe, quien siempre había soñado con la posibilidad de realizar una película para niños y adultos.

## Argumento
Carol, una niña de 12 años, de madre española y padre estadounidense, viaja por primera vez a España en la primavera de 1938 en compañía de su madre, Aurora, separada de su padre, piloto en las Brigadas Internacionales al que ella adora. Su llegada al pueblo materno transforma un entorno familiar lleno de secretos. Armada de un carácter rebelde, se opone a los convencionalismos de un mundo que le resulta desconocido. La complicidad con Maruja (Rosa María Sardá), una maestra, las lecciones de vida de su abuelo Amalio (Álvaro de Luna) y su especial afecto por Tomiche (Juan José Ballesta) le abrirán las puertas a un universo de sentimientos adultos que harán de su viaje un trayecto interior desgarrado, tierno, vital e inolvidable.

### Localizaciones
- La película se desarrolla en Cantabria en torno al municipio de Las Fraguas y la comarca de Besaya.
- Estación de Puente de Taboada, Pontevedra, Galicia, España
- Liérganes, Cantabria, España
- Palacio de los Hornillos, Las Fraguas, Cantabria, España
- Ponte de Barca, Portugal
- Ponte de Lima, Portugal

## Reparto
| Intérprete          | Personaje    |
| ------------------- | ------------ |
| Clara Lago          | Carol        |
| Juan José Ballesta  | Tomiche      |
| Álvaro de Luna      | Don Amalio   |
| María Barranco      | Aurora       |
| Carmelo Gómez       | Adrián       |
| Rosa María Sardá    | Maruja       |
| Alberto Jiménez     | Alfonso      |
| Lucina Gil          | Dolores      |
| Daniel Retuerta     | Culovaso     |
| Andrés de la Cruz   | Cagurrio     |
| Luna McGill         | Blanca       |
| Andrés Lima         | Donato       |
| Carlos Manzanares   | Daniel       |
| Carlos Kaniowsky    | Don Julio    |
| Ana Villa           | Chana        |
| Ben Temple          | Robert       |
| Luisber Santiago    | Álvaro       |
| Antonio Rupérez     | Pepón        |
| Empar Ferrer        | Rosa         |
| Rogério Samora      | Eusebio      |
| Isabel Arcos        | Justa        |
| Victor Ribas        | Falangista 1 |
| Christiane Kroll    | Blanca       |
| José Luis Chavarría | Flangista 2  |
| Rocío Calvo         | Falangista 3 |
| Mabel Rivera        | Manuela      |
| Celso Bugallo       | José         |